# Вьюгина, Лилия Васильевна
Ли́лия Васи́льевна Вью́гина (род. 29 мая 1966, Вильнюс, СССР) — российский кинорежиссёр, сценарист и продюсер документальных фильмов. Лауреат премий и конкурсов, неоднократный номинант ТЭФИ. С 2010 по 2015 — главный редактор телеканала «Ностальгия»

## Биография
Родилась в Вильнюсе.
Окончила школу с золотой медалью, позже — экономический факультет Всесоюзного государственного института кинематографии. На телевидении с 1992 года. Работала редактором и шеф-редактором программ «Пресс-экспресс», «Процесс», «Тайны века», «Документальный детектив», «Обозреватель» на каналах «ОРТ» и «НТВ». С 1994 по 2001 год — соведущая и гостевой редактор авторской программы Александра Лаэртского «Монморанси» (радиостанция «Эхо Москвы»). Публиковалась в «Комсомольской правде», «Литературной газете», «Независимой газете», альманахе «Зеркало» (Израиль), журнале «Гала-биография». Член Союза журналистов и Союза кинематографистов России. Первый фильм сняла в 1996 году («Иностранец» о барде Евгении Клячкине). Участвует в жюри различных кинематографических конкурсов.

## Фильмография
1. 1996 — «Иностранец», д. ф., Рен ТВ, 52 мин.[6]
2. 1999 — «Парафраз», д. ф. Пятый канал, 26 мин.[7]
3. 2003 — «Страсти над вечным покоем», Первый канал, 39 мин.
4. 2004 — «Его знали только в лицо. Трагедия комика», телеканал Россия, 44 мин.
5. 2004 — «Тайна Виленского гетто», телеканал Россия, 44 мин.[8]
6. 2004 — «Лесные братья», телеканал Россия, 44 мин.
7. 2004 — «Большая Медведица», 52 мин.[9][10][11][12]
8. 2005 — «Александр Годунов. Побег в никуда», телеканал Россия, 44 мин.[13]
9. 2006 — «Кино о прошлом. Портрет эпохи мастерских», Первый канал, 40 мин.
10. 2006 — «Гарем», телеканал Россия, 44 мин.[14]
11. 2007 — «Зачем пережила тебя любовь моя…», Первый канал, 52 мин.
12. 2008 — «Я шагаю по Москве. Геннадий Шпаликов», , 44 мин.[15]
13. 2008 — «Где моя душа летает…» 52 мин.[16]
14. 2008 — «Владимир Высоцкий: „Я приду по ваши души!“», д. ф., Первый канал, 52 мин.[17][18][19]
15. 2009 — «Странники» (30-летию «Виртуозов Москвы» посвящается), 56 мин.
16. 2010 — «Фотоальбом Лии Ахеджаковой», 44 мин.
17. 2010 — «Фотоальбом Александра Коржакова», 44 мин.
18. 2011 — «Фотоальбом Анатолия Брусиловского», 44 мин.
19. 2011 — «Фотоальбом Вероники Долиной», 44 мин.
20. 2012 — «Геннадий Гудков. Секрет приготовления кофе», 32 мин.
21. 2012 — «Илья Евланов. Вне границ», 29 мин.
22. 2012 — «Семен Якубов. Штурман по жизни», 44 мин.
23. 2012 — «Фотоальбом Наталии Рязанцевой» в 2 частях, 88 мин.
24. 2012 — «Жизнь и любовь рокового блондина», 52 мин.
25. 2013 — «КАМАЗ-мастер: легенда продолжается», 44 мин.
26. 2015 — «Риксос» — территория премиум", 44 мин.
27. 2016 — «Сердечных дел мастер», 39 мин.
28. 2017 — «Илья Кабаков. Не колорист», 26 мин.
29. 2018 — «Ромас, Томас и Иосиф», 57 мин.
30. 2019 — «Из жизни одной деревни», 75 мин.
31. 2020 — «Харджиев. Последний русский футурист», 84 мин.
32. 2021 — «Юло», 84 мин.
33. 2024 — «Бумажный человек», 84 мин.

## Награды и премии
- 2004 — «Тайна Виленского гетто» — премия «Человек года-2005» Федерации еврейских общин России в номинации «Телевидение», диплом фестиваля «Сталкер»-2005, номинация на ТЭФИ-2005 за лучший сценарий, диплом Всероссийского фестиваля «Человек и война».
- 2004 — «Лесные братья» — «Премия Артема Боровика-2005».[20]
- 2004 — «Большая Медведица» — приз зрительских симпатий и диплом за лучший фильм программы «Арт-линия» фестиваля «Московская премьера»-2005, диплома Дирекции фестиваля в Гатчине.
- 2005 — «Александр Годунов. Побег в никуда» — диплом 1-й степени «Премии Артема Боровика-2006».
- 2006 — «Кино о прошлом. Портрет эпохи мастерских» — диплом 8-го Евразийского телефорума, диплом 1-й степени «Премии Артема Боровика-2007».
- 2007 — «Зачем пережила тебя любовь моя…» (недоступная ссылка) — приз зрительских симпатий и диплом за лучший фильм программы «Арт-линия» на фестивале «Московская премьера»-2005, премия Первого канала «Лучший документальный фильм года».
- 2008 — «Где моя душа летает…» — «Премия Артёма Боровика-2009» в области телевидения[21], приз имени Феликса Светова фестиваля «Сталкер»
- 2009 — "Владимир Высоцкий: «Я приду по ваши души!» — приз зрительских симпатий фестиваля «Литература и кино» в Гатчине.
- 2015 — победитель Всероссийского конкурса «100 журналистов о 100 персонах».
- 2018 — «Ромас, Томас и Иосиф» — приз за лучший неигровой фильм фестиваля «Литература и кино» в Гатчине.
- 2019 — «Ромас, Томас и Иосиф» — специальный Диплом 12 Фестиваля русского кино в Нью-Йорке и Диплом Американского Пушкинского общества
- 2020 -«Харджиев. Последний русский футурист» — номинант премии «Лавр» 2020 в номинации «Лучший научно-популярный и просветительский фильм»

## Интересные факты
- Совместно с Л. Вьюгиной изданы два проекта памяти барда Евгения Клячкина — «Концерт во ВГИКе», ч. I и ч. II.[22]
- Картину Вьюгиной «Где моя душа летает?..» о деревне, где живут люди с нарушениями умственного и физического развития, увидел Владимир Спиваков, и в результате его фонд взял шефство над этой деревней.[23]